# Adolfo Esparza
Adolfo Alejandro Esparza Tapia (* 22. August 1969 in Santiago de Chile) ist ein ehemaliger chilenischer Fußballspieler auf der Position des Stürmers.

## Karriere

### Verein
Adolfo Esparza begann seine Karriere 1989 beim CD Universidad Católica. 1990 wechselte er zu Ligakonkurrent Deportes Iquique und 1991 zum CD Cobresal. 1992 ging der Offensivakteur in die zweite Liga zu Rangers de Talca. Seine längste Zeit verbrachte der Angreifer danach bei Coquimbo Unido, für das er vier Jahre in der Primera División auflief. Von 1997 bis 1999 spielte Esparza wieder in der zweiten Liga für CD O’Higgins, Everton und Deportes Linares. Im Jahr 2000 ging der Stürmer noch einmal in die höchste Spielklasse, um seine Karriere schließlich bei Provincial Osorno zu beenden.
Er erwarb einen Abschluss in Frühpädagogik und arbeitete nach seiner Fußballerlaufbahn in einem Kindergarten für Kinder im Rollstuhl, die von der Familie getrennt leben. Zudem arbeitete er als Trainer in Coltauco in der Fußballschule des CD Universidad Católica.

### Nationalmannschaft
Adolfo Esparza wurde 1988 in den Kader der U-20-Nationalmannschaft Chiles für die Südamerikameisterschaft berufen. La Roja schied als Vierter der fünf Teams in der Gruppenphase aus.